# Cuauhtémoc Blanco
Cuauhtémoc Blanco Bravo (Città del Messico, 17 gennaio 1973) è un politico ed ex calciatore messicano, di ruolo centrocampista o attaccante.
Soprannominato nel 2007 dai tifosi del Chicago Fire "The King" (in italiano "Il Re"), è considerato uno dei migliori giocatori nella storia del calcio messicano.
Inoltre detiene il record di rigori segnati, 71 su 73, ed è il miglior marcatore nella storia della FIFA Confederations Cup con 9 gol, a pari merito con Ronaldinho.
Dall'ottobre 2018 all'agosto 2024 è stato il governatore dello stato messicano del Morelos.

## Caratteristiche tecniche
Nel corso della sua carriera ha ricoperto prevalentemente i ruoli di seconda punta e, specialmente negli ultimi anni, di centrocampista offensivo, distinguendosi per i propri gesti tecnici e risultando un efficace assist-man e realizzatore.
Negli anni novanta salì agli onori delle cronache inventando la Cuauhtemiña, un particolare gesto tecnico consistente nel liberarsi dell'avversario saltando con il pallone stretto tra i piedi, che esibí sia nella gara contro la Corea del Sud nel Mondiale di Francia 1998 sia durante l'edizione del Mondiale 2002 contro la nazionale italiana.
Con 71 rigori segnati su 73, è uno dei migliori rigoristi della storia del calcio.

## Carriera

### Club
Cresciuto nelle giovanili del Club América, debutta in prima squadra nel 1992 e, fino al 1997, in 103 presenze realizza 15 gol. Nella successiva stagione (1997-1998) viene ceduto in prestito al Necaxa, sempre in Primera División. La successiva stagione torna all'América, dove in due stagioni totalizza 67 presenze realizzando 51 gol.
Nel 1999 il Real Valladolid lo porta in Primera División spagnola. Nelle due stagioni trascorse a Valladolid non trova molto spazio e in 23 presenze segna 3 volte.
Tornato in patria, di nuovo all'América, vi trascorre altre due stagioni, in cui in 74 presenze realizza 31 gol. Dopo una parentesi al Veracruz nel 2004, ritorna all'América.
Nell'aprile 2007 viene ceduto ai Chicago Fire, squadra della Major League Soccer. Nel 2008 è stato vicino al passaggio a titolo definitivo al Catania, l’operazione però sfuma a causa delle rigide regole della UEFA in merito ai trasferimenti degli extracomunitari. Scaduto il suo contratto con i Fire ed eliminato nei play-off della MLS 2009, Blanco firma con i messicani del Veracruz. Nell'estate del 2010 si trasferisce all'Irapuato e in seguito ai Dorados. Il 20 dicembre 2012 firma un'estensione di contratto per sei mesi sempre con i Dorados. Nel 2014, all'età di 41 anni, si trasferisce al Puebla, dove sceglie la maglia numero 10. Il 13 settembre 2014 mette a segno il suo primo gol con la nuova squadra, contro il Querétaro, siglando la rete del definitivo 1-1 nei minuti finali su calcio di rigore. Il 21 aprile 2015 vince la Coppa del Messico, in quella che molti considerano la sua ultima partita.
Tuttavia, l'ultimo match lo gioca nel leggendario Stadio Azteca il 6 marzo 2016, ad oltre 43 anni, con la maglia della squadra del suo cuore, il Club America, scendendo in campo simbolicamente per 36 minuti con la maglia numero 100.

### Nazionale
Con la nazionale messicana ha esordito nel 1995 e ha preso parte a tre campionati mondiali (Francia 1998, Giappone e Corea del Sud 2002 e Sudafrica 2010, mentre per Germania 2006 non venne convocato). Con 39 gol segnati è il terzo cannoniere di sempre della nazionale, preceduto solo da Javier Hernández e da Jared Borgetti. Si è ritirato dalla nazionale nel settembre 2008, ma nell'aprile 2009, ritornando sulla propria decisione, era nuovamente in campo a giocare le qualificazioni al campionato mondiale del 2010.
Capocannoniere della Confederations Cup 1999 con 6 reti, con l'aggiunta delle 3 reti segnate nell'edizione 1997 risulta il miglior capocannoniere nella storia della manifestazione, al pari con il brasiliano Ronaldinho.
È l'unico messicano ad aver segnato in tre edizioni diverse dei mondiali (1998, 2002 e 2010). È inoltre il terzo giocatore più anziano ad aver segnato in una fase finale dei mondiali, all'età di 37 anni e 5 mesi (nel Mondiale 2010), preceduto dallo svedese Gunnar Gren e dal primatista assoluto, il camerunese Roger Milla.
Si è ritirato definitivamente dalla nazionale il 10 giugno 2014.

## Palmarès

### Club

#### Competizioni nazionali
- Liga MX: 1

América: Clausura 2005
- Campeón de Campeones: 1

América: 2005
- Ascenso MX: 1

Irapuato: 2011
- Copa MX: 2

Dorados: Apertura 2012
Puebla: Clausura 2015

#### Competizioni internazionali
- CONCACAF Champions League: 2

América: 1992, 2006

### Nazionale
- Gold Cup: 2

1996, 1998
- Confederations Cup: 1

1999

### Individuale
- Capocannoniere del campionato messicano: 1

1998
- Miglior giocatore del campionato messicano: 3

1998, 2005, 2007
- Pallone d'oro (Messico): 3

Inverno 1998, 2004-2005, Clausura 2007
- Scarpa d'argento della FIFA Confederations Cup: 1

1999
- Pallone d'argento della Confederations Cup: 1

1999
- Gol dell'anno della MLS: 1

2007
- MLS Best XI: 1

2008